# Egri Galéria
Az Egri Galéria 1997-2010 között működő magángaléria volt Egerben.
Elsősorban kortárs képző- és iparművészek alkotásai találhatók a Galéria falai között, de néhány már nem élő, neves alkotó festménye, szobra is megtalálható volt itt.
A gazdasági környezet miatt a tulajdonosok a Galériát bezárták.